# Copa Conecta 2023
La Copa Conecta 2023 fue la segunda edición de la Copa Conecta, un torneo oficial celebrado entre los equipos de la Liga Premier de México y la Liga TDP.

## Sistema de competición

### Clasificación
Participarán 32 equipos en la Copa Conecta: doce clubes procedentes de las dos series de la Liga Premier y 20 escuadras que toman parte de la Liga TDP. En el caso de la Liga Premier participarán los equipos colocados entre el quinto y el octavo lugar del Torneo Apertura 2021 en los tres grupos que integran la competencia, mientras que en el caso de la Liga TDP tomarán parte los equipos que finalicen como líderes de su grupo al término de la jornada disputada entre los días 3 y 5 de diciembre de 2021, además de los tres mejores clubes de la tabla general de la temporada.

### Desarrollo
El torneo constará de las fases de:
- Dieciseisavos de final
- Octavos de final
- Cuartos de final
- Semifinales
- Final

En todas las rondas las series eliminatorias se jugarán a un solo partido en la sede del equipo de la Liga TDP, en caso de que los clubes coincidan en la misma categoría, el partido será disputado en el estadio del equipo mejor clasificado y tomando como criterio para los emparejamientos la ubicación geográfica de cada uno de los participantes. En caso de empate en el tiempo regular se disputará una serie de tiros penales para definir al ganador de la eliminatoria. Los equipos filiales de escuadras de la Liga MX y Liga de Expansión MX podrán participar en el torneo pero únicamente con los jugadores registrados como parte de esta escuadra.

## Equipos clasificados
| Liga Premier (12 equipos) | Liga TDP (20 equipos) |
| --- | --- |
| Serie A - Inter Playa - Montañeses F.C. - Pachuca "B" - Saltillo F.C. - Tritones Vallarta Serie B - Alebrijes de Oaxaca "B" - Club Calor - C.D. Chilpancingo - Mazorqueros F.C. - Pioneros de Cancún - T'hó Mayas F.C. - C.D.F. Zitácuaro | - Artesanos Metepec F.C. - Atlético Chavinda - Búhos de Oaxaca - Chihuahua F.C. "B" - Delfines UGM - Deportiva Venados "B" - Diablos Tesistán - Dorados de Sinaloa "B" - Halcones Negros F.C. - London F.C. - C.D. Mexiquense - Mineros Reynosa - C.D. Muxes - Orgullo Surtam - C.D. Poza Rica - Tepatitlán F.C. "B" - Tigres Yautepec - Titanes de Querétaro - Deportivo Toluca "B" - UAZ "B" |

## Cuadro Eliminatorio
Tras cada eliminatoria los equipos serán acomodados de acuerdo al criterio de proximidad geográfica para definir las siguientes fases de la competencia.
|  | Dieciseisavos de final  | Dieciseisavos de final  | Dieciseisavos de final  |                         |                          | Octavos de final         | Octavos de final | Octavos de final |  |                          | Cuartos de final         | Cuartos de final | Cuartos de final |  |                     | Semifinales         | Semifinales | Semifinales |  |            | Final      | Final | Final |  |
|  |                         |                         |                         |                         |                          |                          |                  |                  |  |                          |                          |                  |                  |  |                     |                     |             |             |  |            |            |       |       |  |
|  |                         |                         |                         |                         |                          |                          |                  |                  |  |                          |                          |                  |                  |  |                     |                     |             |             |  |            |            |       |       |  |
|  | Tepatitlán F.C. "B"     | Tepatitlán F.C. "B"     | 1                       |                         |                          |                          |                  |                  |  |                          |                          |                  |                  |  |                     |                     |             |             |  |            |            |       |       |  |
|  | Tepatitlán F.C. "B"     | Tepatitlán F.C. "B"     | 1                       |                         |                          |                          |                  |                  |  |                          |                          |                  |                  |  |                     |                     |             |             |  |            |            |       |       |  |
|  | Tritones Vallarta       | Tritones Vallarta       | 0                       |                         |                          |                          |                  |                  |  |                          |                          |                  |                  |  |                     |                     |             |             |  |            |            |       |       |  |
|  | Tritones Vallarta       | Tritones Vallarta       | 0                       |                         | Tepatitlán F.C. "B" (p.) | Tepatitlán F.C. "B" (p.) | 2 (4)            |                  |  |                          |                          |                  |                  |  |                     |                     |             |             |  |            |            |       |       |  |
|  |                         |                         |                         |                         | Tepatitlán F.C. "B" (p.) | Tepatitlán F.C. "B" (p.) | 2 (4)            |                  |  |                          |                          |                  |                  |  |                     |                     |             |             |  |            |            |       |       |  |
|  |                         |                         | Titanes de Querétaro    | Titanes de Querétaro    | 2 (3)                    |                          |                  |                  |  |                          |                          |                  |                  |  |                     |                     |             |             |  |            |            |       |       |  |
|  | Titanes de Querétaro    | Titanes de Querétaro    | Titanes de Querétaro    | Titanes de Querétaro    | 2 (3)                    | 2                        |                  |                  |  |                          |                          |                  |                  |  |                     |                     |             |             |  |            |            |       |       |  |
|  | Titanes de Querétaro    | Titanes de Querétaro    |                         |                         |                          |                          |                  |                  |  |                          |                          |                  |                  |  |                     |                     |             |             |  |            |            |       |       |  |
|  | Halcones Negros F.C.    | Halcones Negros F.C.    | 1                       |                         |                          |                          |                  |                  |  |                          |                          |                  |                  |  |                     |                     |             |             |  |            |            |       |       |  |
|  | Halcones Negros F.C.    | Halcones Negros F.C.    | 1                       |                         |                          |                          |                  |                  |  | Tepatitlán F.C. "B" (p.) | Tepatitlán F.C. "B" (p.) | 1 (3)            |                  |  |                     |                     |             |             |  |            |            |       |       |  |
|  |                         |                         |                         |                         |                          |                          |                  |                  |  | Tepatitlán F.C. "B" (p.) | Tepatitlán F.C. "B" (p.) | 1 (3)            |                  |  |                     |                     |             |             |  |            |            |       |       |  |
|  |                         |                         | Atlético Chavinda       | Atlético Chavinda       | 1 (1)                    |                          |                  |                  |  |                          |                          |                  |                  |  |                     |                     |             |             |  |            |            |       |       |  |
|  | Atlético Chavinda       | Atlético Chavinda       | Atlético Chavinda       | Atlético Chavinda       | 1 (1)                    | 3                        |                  |                  |  |                          |                          |                  |                  |  |                     |                     |             |             |  |            |            |       |       |  |
|  | Atlético Chavinda       | Atlético Chavinda       |                         |                         |                          |                          |                  |                  |  |                          |                          |                  |                  |  |                     |                     |             |             |  |            |            |       |       |  |
|  | Mazorqueros F.C.        | Mazorqueros F.C.        | 1                       |                         |                          |                          |                  |                  |  |                          |                          |                  |                  |  |                     |                     |             |             |  |            |            |       |       |  |
|  | Mazorqueros F.C.        | Mazorqueros F.C.        | 1                       |                         | Atlético Chavinda        | Atlético Chavinda        | 4                |                  |  |                          |                          |                  |                  |  |                     |                     |             |             |  |            |            |       |       |  |
|  |                         |                         |                         |                         | Atlético Chavinda        | Atlético Chavinda        | 4                |                  |  |                          |                          |                  |                  |  |                     |                     |             |             |  |            |            |       |       |  |
|  |                         |                         | C.D.F. Zitácuaro        | C.D.F. Zitácuaro        | 0                        |                          |                  |                  |  |                          |                          |                  |                  |  |                     |                     |             |             |  |            |            |       |       |  |
|  | Artesanos Metepec F.C.  | Artesanos Metepec F.C.  | C.D.F. Zitácuaro        | C.D.F. Zitácuaro        | 0                        | 0                        |                  |                  |  |                          |                          |                  |                  |  |                     |                     |             |             |  |            |            |       |       |  |
|  | Artesanos Metepec F.C.  | Artesanos Metepec F.C.  |                         |                         |                          |                          |                  |                  |  |                          |                          |                  |                  |  |                     |                     |             |             |  |            |            |       |       |  |
|  | C.D.F. Zitácuaro        | C.D.F. Zitácuaro        | 1                       |                         |                          |                          |                  |                  |  |                          |                          |                  |                  |  |                     |                     |             |             |  |            |            |       |       |  |
|  | C.D.F. Zitácuaro        | C.D.F. Zitácuaro        | 1                       |                         |                          |                          |                  |                  |  |                          |                          |                  |                  |  | Tepatitlán F.C. "B" | Tepatitlán F.C. "B" | 0           |             |  |            |            |       |       |  |
|  |                         |                         |                         |                         |                          |                          |                  |                  |  |                          |                          |                  |                  |  | Tepatitlán F.C. "B" | Tepatitlán F.C. "B" | 0           |             |  |            |            |       |       |  |
|  |                         |                         | Club Calor              | Club Calor              | 1                        |                          |                  |                  |  |                          |                          |                  |                  |  |                     |                     |             |             |  |            |            |       |       |  |
|  | Diablos Tesistán        | Diablos Tesistán        | Club Calor              | Club Calor              | 1                        | 2                        |                  |                  |  |                          |                          |                  |                  |  |                     |                     |             |             |  |            |            |       |       |  |
|  | Diablos Tesistán        | Diablos Tesistán        |                         |                         |                          |                          |                  |                  |  |                          |                          |                  |                  |  |                     |                     |             |             |  |            |            |       |       |  |
|  | Dorados de Sinaloa "B"  | Dorados de Sinaloa "B"  | 1                       |                         |                          |                          |                  |                  |  |                          |                          |                  |                  |  |                     |                     |             |             |  |            |            |       |       |  |
|  | Dorados de Sinaloa "B"  | Dorados de Sinaloa "B"  | 1                       |                         | Diablos Tesistán         | Diablos Tesistán         | 0                |                  |  |                          |                          |                  |                  |  |                     |                     |             |             |  |            |            |       |       |  |
|  |                         |                         |                         |                         | Diablos Tesistán         | Diablos Tesistán         | 0                |                  |  |                          |                          |                  |                  |  |                     |                     |             |             |  |            |            |       |       |  |
|  |                         |                         | Chihuahua F.C. "B"      | Chihuahua F.C. "B"      | 1                        |                          |                  |                  |  |                          |                          |                  |                  |  |                     |                     |             |             |  |            |            |       |       |  |
|  | London F.C.             | London F.C.             | Chihuahua F.C. "B"      | Chihuahua F.C. "B"      | 1                        | 0                        |                  |                  |  |                          |                          |                  |                  |  |                     |                     |             |             |  |            |            |       |       |  |
|  | London F.C.             | London F.C.             |                         |                         |                          |                          |                  |                  |  |                          |                          |                  |                  |  |                     |                     |             |             |  |            |            |       |       |  |
|  | Chihuahua F.C. "B"      | Chihuahua F.C. "B"      | 1                       |                         |                          |                          |                  |                  |  |                          |                          |                  |                  |  |                     |                     |             |             |  |            |            |       |       |  |
|  | Chihuahua F.C. "B"      | Chihuahua F.C. "B"      | 1                       |                         |                          |                          |                  |                  |  | Chihuahua F.C. "B"       | Chihuahua F.C. "B"       | 0 (1)            |                  |  |                     |                     |             |             |  |            |            |       |       |  |
|  |                         |                         |                         |                         |                          |                          |                  |                  |  | Chihuahua F.C. "B"       | Chihuahua F.C. "B"       | 0 (1)            |                  |  |                     |                     |             |             |  |            |            |       |       |  |
|  |                         |                         | Club Calor (p.)         | Club Calor (p.)         | 0 (3)                    |                          |                  |                  |  |                          |                          |                  |                  |  |                     |                     |             |             |  |            |            |       |       |  |
|  | UAZ "B"                 | UAZ "B"                 | Club Calor (p.)         | Club Calor (p.)         | 0 (3)                    | 0                        |                  |                  |  |                          |                          |                  |                  |  |                     |                     |             |             |  |            |            |       |       |  |
|  | UAZ "B"                 | UAZ "B"                 |                         |                         |                          |                          |                  |                  |  |                          |                          |                  |                  |  |                     |                     |             |             |  |            |            |       |       |  |
|  | Club Calor              | Club Calor              | 3                       |                         |                          |                          |                  |                  |  |                          |                          |                  |                  |  |                     |                     |             |             |  |            |            |       |       |  |
|  | Club Calor              | Club Calor              | 3                       |                         | Club Calor               | Club Calor               | 1                |                  |  |                          |                          |                  |                  |  |                     |                     |             |             |  |            |            |       |       |  |
|  |                         |                         |                         |                         | Club Calor               | Club Calor               | 1                |                  |  |                          |                          |                  |                  |  |                     |                     |             |             |  |            |            |       |       |  |
|  |                         |                         | Saltillo F.C.           | Saltillo F.C.           | 0                        |                          |                  |                  |  |                          |                          |                  |                  |  |                     |                     |             |             |  |            |            |       |       |  |
|  | Mineros Reynosa         | Mineros Reynosa         | Saltillo F.C.           | Saltillo F.C.           | 0                        | 0                        |                  |                  |  |                          |                          |                  |                  |  |                     |                     |             |             |  |            |            |       |       |  |
|  | Mineros Reynosa         | Mineros Reynosa         |                         |                         |                          |                          |                  |                  |  |                          |                          |                  |                  |  |                     |                     |             |             |  |            |            |       |       |  |
|  | Saltillo F.C.           | Saltillo F.C.           | 1                       |                         |                          |                          |                  |                  |  |                          |                          |                  |                  |  |                     |                     |             |             |  |            |            |       |       |  |
|  | Saltillo F.C.           | Saltillo F.C.           | 1                       |                         |                          |                          |                  |                  |  |                          |                          |                  |                  |  |                     |                     |             |             |  | Club Calor | Club Calor | 0     |       |  |
|  |                         |                         |                         |                         |                          |                          |                  |                  |  |                          |                          |                  |                  |  |                     |                     |             |             |  | Club Calor | Club Calor | 0     |       |  |
|  |                         |                         | Inter Playa             | Inter Playa             | 2                        |                          |                  |                  |  |                          |                          |                  |                  |  |                     |                     |             |             |  |            |            |       |       |  |
|  | Orgullo Surtam          | Orgullo Surtam          | Inter Playa             | Inter Playa             | 2                        | 1                        |                  |                  |  |                          |                          |                  |                  |  |                     |                     |             |             |  |            |            |       |       |  |
|  | Orgullo Surtam          | Orgullo Surtam          |                         |                         |                          |                          |                  |                  |  |                          |                          |                  |                  |  |                     |                     |             |             |  |            |            |       |       |  |
|  | C.D. Poza Rica          | C.D. Poza Rica          | 2                       |                         |                          |                          |                  |                  |  |                          |                          |                  |                  |  |                     |                     |             |             |  |            |            |       |       |  |
|  | C.D. Poza Rica          | C.D. Poza Rica          | 2                       |                         | C.D. Poza Rica           | C.D. Poza Rica           | 2                |                  |  |                          |                          |                  |                  |  |                     |                     |             |             |  |            |            |       |       |  |
|  |                         |                         |                         |                         | C.D. Poza Rica           | C.D. Poza Rica           | 2                |                  |  |                          |                          |                  |                  |  |                     |                     |             |             |  |            |            |       |       |  |
|  |                         |                         | Montañeses F.C.         | Montañeses F.C.         | 1                        |                          |                  |                  |  |                          |                          |                  |                  |  |                     |                     |             |             |  |            |            |       |       |  |
|  | Delfines UGM            | Delfines UGM            | Montañeses F.C.         | Montañeses F.C.         | 1                        | 0                        |                  |                  |  |                          |                          |                  |                  |  |                     |                     |             |             |  |            |            |       |       |  |
|  | Delfines UGM            | Delfines UGM            |                         |                         |                          |                          |                  |                  |  |                          |                          |                  |                  |  |                     |                     |             |             |  |            |            |       |       |  |
|  | Montañeses F.C.         | Montañeses F.C.         | 3                       |                         |                          |                          |                  |                  |  |                          |                          |                  |                  |  |                     |                     |             |             |  |            |            |       |       |  |
|  | Montañeses F.C.         | Montañeses F.C.         | 3                       |                         |                          |                          |                  |                  |  | C.D. Poza Rica           | C.D. Poza Rica           | 1                |                  |  |                     |                     |             |             |  |            |            |       |       |  |
|  |                         |                         |                         |                         |                          |                          |                  |                  |  | C.D. Poza Rica           | C.D. Poza Rica           | 1                |                  |  |                     |                     |             |             |  |            |            |       |       |  |
|  |                         |                         | Pachuca "B"             | Pachuca "B"             | 0                        |                          |                  |                  |  |                          |                          |                  |                  |  |                     |                     |             |             |  |            |            |       |       |  |
|  | C.D. Mexiquense         | C.D. Mexiquense         | Pachuca "B"             | Pachuca "B"             | 0                        | 2                        |                  |                  |  |                          |                          |                  |                  |  |                     |                     |             |             |  |            |            |       |       |  |
|  | C.D. Mexiquense         | C.D. Mexiquense         |                         |                         |                          |                          |                  |                  |  |                          |                          |                  |                  |  |                     |                     |             |             |  |            |            |       |       |  |
|  | C.D. Muxes              | C.D. Muxes              | 1                       |                         |                          |                          |                  |                  |  |                          |                          |                  |                  |  |                     |                     |             |             |  |            |            |       |       |  |
|  | C.D. Muxes              | C.D. Muxes              | 1                       |                         | C.D. Mexiquense          | C.D. Mexiquense          | 0                |                  |  |                          |                          |                  |                  |  |                     |                     |             |             |  |            |            |       |       |  |
|  |                         |                         |                         |                         | C.D. Mexiquense          | C.D. Mexiquense          | 0                |                  |  |                          |                          |                  |                  |  |                     |                     |             |             |  |            |            |       |       |  |
|  |                         |                         | Pachuca "B"             | Pachuca "B"             | 4                        |                          |                  |                  |  |                          |                          |                  |                  |  |                     |                     |             |             |  |            |            |       |       |  |
|  | Toluca "B"              | Toluca "B"              | Pachuca "B"             | Pachuca "B"             | 4                        | 0                        |                  |                  |  |                          |                          |                  |                  |  |                     |                     |             |             |  |            |            |       |       |  |
|  | Toluca "B"              | Toluca "B"              |                         |                         |                          |                          |                  |                  |  |                          |                          |                  |                  |  |                     |                     |             |             |  |            |            |       |       |  |
|  | Pachuca "B"             | Pachuca "B"             | 2                       |                         |                          |                          |                  |                  |  |                          |                          |                  |                  |  |                     |                     |             |             |  |            |            |       |       |  |
|  | Pachuca "B"             | Pachuca "B"             | 2                       |                         |                          |                          |                  |                  |  |                          |                          |                  |                  |  | C.D. Poza Rica      | C.D. Poza Rica      | 1           |             |  |            |            |       |       |  |
|  |                         |                         |                         |                         |                          |                          |                  |                  |  |                          |                          |                  |                  |  | C.D. Poza Rica      | C.D. Poza Rica      | 1           |             |  |            |            |       |       |  |
|  |                         |                         | Inter Playa             | Inter Playa             | 4                        |                          |                  |                  |  |                          |                          |                  |                  |  |                     |                     |             |             |  |            |            |       |       |  |
|  | Tigres Yautepec         | Tigres Yautepec         | Inter Playa             | Inter Playa             | 4                        | 2                        |                  |                  |  |                          |                          |                  |                  |  |                     |                     |             |             |  |            |            |       |       |  |
|  | Tigres Yautepec         | Tigres Yautepec         |                         |                         |                          |                          |                  |                  |  |                          |                          |                  |                  |  |                     |                     |             |             |  |            |            |       |       |  |
|  | C.D. Chilpancingo       | C.D. Chilpancingo       | 0                       |                         |                          |                          |                  |                  |  |                          |                          |                  |                  |  |                     |                     |             |             |  |            |            |       |       |  |
|  | C.D. Chilpancingo       | C.D. Chilpancingo       | 0                       |                         | Tigres Yautepec          | Tigres Yautepec          | 1                |                  |  |                          |                          |                  |                  |  |                     |                     |             |             |  |            |            |       |       |  |
|  |                         |                         |                         |                         | Tigres Yautepec          | Tigres Yautepec          | 1                |                  |  |                          |                          |                  |                  |  |                     |                     |             |             |  |            |            |       |       |  |
|  |                         |                         | Alebrijes de Oaxaca "B" | Alebrijes de Oaxaca "B" | 2                        |                          |                  |                  |  |                          |                          |                  |                  |  |                     |                     |             |             |  |            |            |       |       |  |
|  | Búhos de Oaxaca         | Búhos de Oaxaca         | Alebrijes de Oaxaca "B" | Alebrijes de Oaxaca "B" | 2                        | 1                        |                  |                  |  |                          |                          |                  |                  |  |                     |                     |             |             |  |            |            |       |       |  |
|  | Búhos de Oaxaca         | Búhos de Oaxaca         |                         |                         |                          |                          |                  |                  |  |                          |                          |                  |                  |  |                     |                     |             |             |  |            |            |       |       |  |
|  | Alebrijes de Oaxaca "B" | Alebrijes de Oaxaca "B" | 5                       |                         |                          |                          |                  |                  |  |                          |                          |                  |                  |  |                     |                     |             |             |  |            |            |       |       |  |
|  | Alebrijes de Oaxaca "B" | Alebrijes de Oaxaca "B" | 5                       |                         |                          |                          |                  |                  |  | Alebrijes de Oaxaca "B"  | Alebrijes de Oaxaca "B"  | 0 (4)            |                  |  |                     |                     |             |             |  |            |            |       |       |  |
|  |                         |                         |                         |                         |                          |                          |                  |                  |  | Alebrijes de Oaxaca "B"  | Alebrijes de Oaxaca "B"  | 0 (4)            |                  |  |                     |                     |             |             |  |            |            |       |       |  |
|  |                         |                         | Inter Playa (p.)        | Inter Playa (p.)        | 0 (5)                    |                          |                  |                  |  |                          |                          |                  |                  |  |                     |                     |             |             |  |            |            |       |       |  |
|  | Deportiva Venados "B"   | Deportiva Venados "B"   | Inter Playa (p.)        | Inter Playa (p.)        | 0 (5)                    | 2                        |                  |                  |  |                          |                          |                  |                  |  |                     |                     |             |             |  |            |            |       |       |  |
|  | Deportiva Venados "B"   | Deportiva Venados "B"   |                         |                         |                          |                          |                  |                  |  |                          |                          |                  |                  |  |                     |                     |             |             |  |            |            |       |       |  |
|  | T'hó Mayas F.C.         | T'hó Mayas F.C.         | 1                       |                         |                          |                          |                  |                  |  |                          |                          |                  |                  |  |                     |                     |             |             |  |            |            |       |       |  |
|  | T'hó Mayas F.C.         | T'hó Mayas F.C.         | 1                       |                         | Deportiva Venados "B"    | Deportiva Venados "B"    | 1                |                  |  |                          |                          |                  |                  |  |                     |                     |             |             |  |            |            |       |       |  |
|  |                         |                         |                         |                         | Deportiva Venados "B"    | Deportiva Venados "B"    | 1                |                  |  |                          |                          |                  |                  |  |                     |                     |             |             |  |            |            |       |       |  |
|  |                         |                         | Inter Playa             | Inter Playa             | 3                        |                          |                  |                  |  |                          |                          |                  |                  |  |                     |                     |             |             |  |            |            |       |       |  |
|  | Inter Playa             | Inter Playa             | Inter Playa             | Inter Playa             | 3                        | 2                        |                  |                  |  |                          |                          |                  |                  |  |                     |                     |             |             |  |            |            |       |       |  |
|  | Inter Playa             | Inter Playa             |                         |                         |                          |                          |                  |                  |  |                          |                          |                  |                  |  |                     |                     |             |             |  |            |            |       |       |  |
|  | Pioneros de Cancún      | Pioneros de Cancún      | 1                       |                         |                          |                          |                  |                  |  |                          |                          |                  |                  |  |                     |                     |             |             |  |            |            |       |       |  |
|  | Pioneros de Cancún      | Pioneros de Cancún      | 1                       |                         |                          |                          |                  |                  |  |                          |                          |                  |                  |  |                     |                     |             |             |  |            |            |       |       |  |
|  |                         |                         |                         |                         |                          |                          |                  |                  |  |                          |                          |                  |                  |  |                     |                     |             |             |  |            |            |       |       |  |

## Desarrollo

### Dieciseisavos de final
Los partidos se llevarán a cabo en la sede del equipo de la categoría inferior o en el estadio del club mejor clasificado si ambos equipos coinciden en la misma liga.
| 17 de enero de 2023, 17:00 (UTC -6)       | Tigres Yautepec               | 2:0 (0:0) | C.D. Chilpancingo | Centro Deportivo Yautepec, Yautepec, Morelos                                |                                                                             |
|                                           | I. Barrios 85' · C. Ayala 90' | Reporte   |                   | Asistencia: 800 espectadores Árbitro(s): Jonathan Arturo Betancourt Galindo | Asistencia: 800 espectadores Árbitro(s): Jonathan Arturo Betancourt Galindo |
| Tigres Yautepec avanzó a octavos de final |                               |           |                   |                                                                             |                                                                             |

| 17 de enero de 2023, 19:00 (UTC -5)   | Inter Playa                      | 2:1 (2:0) | Pioneros de Cancún | Estadio Mario Villanueva Madrid, Playa del Carmen, Quintana Roo |                                                            |
|                                       | J. Celada 26' · J. Hernández 42' | Reporte   | 87' I. Segura      | Asistencia: 300 espectadores Árbitro(s): Omar Salazar Euan      | Asistencia: 300 espectadores Árbitro(s): Omar Salazar Euan |
| Inter Playa avanzó a octavos de final |                                  |           |                    |                                                                 |                                                            |

| 17 de enero de 2023, 18:00 (UTC -8)          | London F.C. | 0:1 (0:0) | Chihuahua F.C. "B" | Unidad Deportiva CREA, Tijuana, Baja California |                                     |
|                                              |             | Reporte   | 71' A. Garay       | Árbitro(s): Carlos Omar Cruz Busani             | Árbitro(s): Carlos Omar Cruz Busani |
| Chihuahua F.C. "B" avanzó a octavos de final |             |           |                    |                                                 |                                     |

| 18 de enero de 2023, 10:00 (UTC -6)   | Toluca "B" | 0:2 (0:1) | Pachuca "B"                   | Instalaciones de Metepec, Metepec, Estado de México             |                                                                 |
|                                       |            | Reporte   | 1' R. Palma · 70' A. Bautista | Asistencia: 50 espectadores Árbitro(s): Itzel Hernández Fuentes | Asistencia: 50 espectadores Árbitro(s): Itzel Hernández Fuentes |
| Pachuca "B" avanzó a octavos de final |            |           |                               |                                                                 |                                                                 |

| 18 de enero de 2023, 13:00 (UTC -6)       | C.D. Mexiquense               | 2:1 (1:1) | C.D. Muxes     | Deportivo Plutarco Elías Calles, Ciudad de México                  |                                                                    |
|                                           | E. Cibrián 32' · F. Muñoz 85' | Reporte   | 45' J. Jiménez | Asistencia: 500 espectadores Árbitro(s): Carlos Jesús Gaytán Durán | Asistencia: 500 espectadores Árbitro(s): Carlos Jesús Gaytán Durán |
| C.D. Mexiquense avanzó a octavos de final |                               |           |                |                                                                    |                                                                    |

| 18 de enero de 2023, 15:00 (UTC -6)             | Deportiva Venados "B"         | 2:1 (1:0) | T'hó Mayas F.C. | Estadio Alonso Diego Molina, Tamanché, Yucatán                          |                                                                         |
|                                                 | B. Torres 22' · J. Medina 61' | Reporte   | 86' J. Ramírez  | Asistencia: 300 espectadores Árbitro(s): Edson Enrique Castañón Ramírez | Asistencia: 300 espectadores Árbitro(s): Edson Enrique Castañón Ramírez |
| Deportiva Venados "B" avanzó a octavos de final |                               |           |                 |                                                                         |                                                                         |

| 18 de enero de 2023, 15:00 (UTC -6)       | Delfines UGM | 0:3 (0:2) | Montañeses F.C.                              | Estadio UGM, Nogales, Veracruz                                    |                                                                   |
|                                           |              | Reporte   | 33' U. Osorio · 45' A. Villa · 61' A. Zamora | Asistencia: 500 espectadores Árbitro(s): Oliver Hernández Fuentes | Asistencia: 500 espectadores Árbitro(s): Oliver Hernández Fuentes |
| Montañeses F.C. avanzó a octavos de final |              |           |                                              |                                                                   |                                                                   |

| 18 de enero de 2023, 15:30 (UTC -6)      | Orgullo Surtam  | 1:2 (0:1) | C.D. Poza Rica             | Estadio Olímpico de la Unidad Deportiva de Tampico, Tampico, Tamaulipas |                                                                   |
|                                          | J. Guerrero 56' | Reporte   | 40' P. Reyes · 68' E. Cruz | Asistencia: 80 espectadores Árbitro(s): Juan Jesús Selvera Parada       | Asistencia: 80 espectadores Árbitro(s): Juan Jesús Selvera Parada |
| C.D. Poza Rica avanzó a octavos de final |                 |           |                            |                                                                         |                                                                   |

| 18 de enero de 2023, 16:00 (UTC -6)               | Búhos de Oaxaca | 1:5 (1:5) | Alebrijes de Oaxaca "B"                                                             | Estadio Tecnológico de Oaxaca, Oaxaca, Oaxaca                       |                                                                     |
|                                                   | J. Cruz 2'      | Reporte   | 11' G. Manzanares · 17' D. Choreño · 24' J. Zaragoza · 34' M. Rodelo · 43' K. Loera | Asistencia: 200 espectadores Árbitro(s): Fernando González Martínez | Asistencia: 200 espectadores Árbitro(s): Fernando González Martínez |
| Alebrijes de Oaxaca "B" avanzó a octavos de final |                 |           |                                                                                     |                                                                     |                                                                     |

| 18 de enero de 2023, 15:00 (UTC -6)        | Artesanos Metepec F.C. | 0:1 (0:0) | C.D.F. Zitácuaro | Estadio La Hortaliza, Metepec, Estado de México                       |                                                                       |
|                                            |                        | Reporte   | 90' T. Seay      | Asistencia: 300 espectadores Árbitro(s): Miguel Ángel Morales Sánchez | Asistencia: 300 espectadores Árbitro(s): Miguel Ángel Morales Sánchez |
| C.D.F. Zitácuaro avanzó a octavos de final |                        |           |                  |                                                                       |                                                                       |

| 18 de enero de 2023, 16:00 (UTC -6)            | Titanes de Querétaro | 2:1 (0:1) | Halcones Negros F.C. | Unidad Deportiva San José Iturbide, San José Iturbide, Guanajuato        |                                                                          |
|                                                | E. Marín 90', 92'    | Reporte   | 38' E. Cortés        | Asistencia: 100 espectadores Árbitro(s): Ricardo Emmanuel Chávez Sánchez | Asistencia: 100 espectadores Árbitro(s): Ricardo Emmanuel Chávez Sánchez |
| Titanes de Querétaro avanzó a octavos de final |                      |           |                      |                                                                          |                                                                          |

| 18 de enero de 2023, 15:30 (UTC -6)  | UAZ "B" | 0:3 (0:0) | Club Calor                           | Estadio Universitario Unidad Deportiva Norte, Zacatecas, Zacatecas       |                                                                          |
|                                      |         | Reporte   | 63', 74' A. Crespo · 83' J. Robinson | Asistencia: 60 espectadores Árbitro(s): Zahid Sebastián Manjarrez García | Asistencia: 60 espectadores Árbitro(s): Zahid Sebastián Manjarrez García |
| Club Calor avanzó a octavos de final |         |           |                                      |                                                                          |                                                                          |

| 18 de enero de 2023, 17:00 (UTC -6)     | Mineros Reynosa | 0:1 (0:1) | Saltillo F.C. | Unidad Deportiva Solidaridad, Reynosa, Tamaulipas               |                                                                 |
|                                         |                 | Reporte   | 36' C. Urbina | Asistencia: 300 espectadores Árbitro(s): Juan Daniel Peña Garza | Asistencia: 300 espectadores Árbitro(s): Juan Daniel Peña Garza |
| Saltillo F.C. avanzó a octavos de final |                 |           |               |                                                                 |                                                                 |

| 18 de enero de 2023, 16:00 (UTC -6)         | Atlético Chavinda                            | 3:1 (1:0) | Mazorqueros F.C. | Club Campestre Chavinda, Chavinda, Michoacán                        |                                                                     |
|                                             | J. Espinosa 7' · J. Ayala 57' · S. Ochoa 79' | Reporte   | 59' O. García    | Asistencia: 300 espectadores Árbitro(s): Axel Jesús Ibares González | Asistencia: 300 espectadores Árbitro(s): Axel Jesús Ibares González |
| Atlético Chavinda avanzó a octavos de final |                                              |           |                  |                                                                     |                                                                     |

| 18 de enero de 2023, 17:00 (UTC -6)           | Tepatitlán F.C. "B" | 1:0 (0:0) | Tritones Vallarta | Estadio Tepa Gómez, Tepatitlán, Jalisco                                 |                                                                         |
|                                               | J. Plasencia 73'    | Reporte   |                   | Asistencia: 200 espectadores Árbitro(s): Héctor Emilio Contreras Sotelo | Asistencia: 200 espectadores Árbitro(s): Héctor Emilio Contreras Sotelo |
| Tepatitlán F.C. "B" avanzó a octavos de final |                     |           |                   |                                                                         |                                                                         |

| 19 de enero de 2023, 16:00 (UTC -6)        | Diablos Tesistán              | 2:1 (0:0) | Dorados de Sinaloa "B" | Club Diablos Tesistán, Zapopan, Jalisco                                |                                                                        |
|                                            | J. Navarro 51' · L. Mejía 56' | Reporte   | 90' B. Beltrán         | Asistencia: 300 espectadores Árbitro(s): Edwin Eduardo Morfín Verduzco | Asistencia: 300 espectadores Árbitro(s): Edwin Eduardo Morfín Verduzco |
| Diablos Tesistán avanzó a octavos de final |                               |           |                        |                                                                        |                                                                        |

### Octavos de final
| 31 de enero de 2023, 14:00 (UTC -6)   | C.D. Mexiquense | 0:4 (0:4) | Pachuca "B"                                        | Estadio FMF Cancha 1, Toluca, Estado de México                      |                                                                     |
|                                       |                 | Reporte   | 5', 27' S. Gámez · 28' E. Mustre · 37' O. González | Asistencia: 200 espectadores Árbitro(s): Kevin José González Méndez | Asistencia: 200 espectadores Árbitro(s): Kevin José González Méndez |
| Pachuca "B" avanzó a cuartos de final |                 |           |                                                    |                                                                     |                                                                     |

| 31 de enero de 2023, 17:00 (UTC -6)           | Tepatitlán F.C. "B"          | 2:2 (0:0) (4:3 p.) | Titanes de Querétaro             | Estadio Tepa Gómez, Tepatitlán, Jalisco                         |                                                                 |
|                                               | J. Arias 57' · E. Aceves 64' | Reporte            | 60' A. de Albino · 75' J. Galván | Asistencia: 200 espectadores Árbitro(s): Erick González Miranda | Asistencia: 200 espectadores Árbitro(s): Erick González Miranda |
| Tepatitlán F.C. "B" avanzó a cuartos de final |                              |                    |                                  |                                                                 |                                                                 |

| 31 de enero de 2023, 18:00 (UTC -6)               | Tigres Yautepec | 1:2 (0:1) | Alebrijes de Oaxaca "B"            | Centro Deportivo Yautepec, Yautepec, Morelos                  |                                                               |
|                                                   | S. Reyes 49'    | Reporte   | 22' G. Manzanares · 77' D. Choreño | Asistencia: 200 espectadores Árbitro(s): Mauricio Roque Trejo | Asistencia: 200 espectadores Árbitro(s): Mauricio Roque Trejo |
| Alebrijes de Oaxaca "B" avanzó a cuartos de final |                 |           |                                    |                                                               |                                                               |

| 1 de febrero de 2023, 15:00 (UTC -6)  | Deportiva Venados "B" | 1:3 (0:1) | Inter Playa                           | Estadio Alonso Diego Molina, Tamanché, Yucatán                       |                                                                      |
|                                       | A. Maya 84'           | Reporte   | 40' A. González · 83', 90' T. Montano | Asistencia: 100 espectadores Árbitro(s): Jaime Orlando Montes Santos | Asistencia: 100 espectadores Árbitro(s): Jaime Orlando Montes Santos |
| Inter Playa avanzó a octavos de final |                       |           |                                       |                                                                      |                                                                      |

| 1 de febrero de 2023, 16:00 (UTC -6)        | Atlético Chavinda                                          | 4:0 (2:0) | C.D.F. Zitácuaro | Club Campestre Chavinda, Chavinda, Michoacán                                |                                                                             |
|                                             | M. Negrete 19' · R. Lugo 25' · C. Vega 61' · J. Cortés 82' | Reporte   |                  | Asistencia: 200 espectadores Árbitro(s): Rosario Guadalupe Cárdenas Morales | Asistencia: 200 espectadores Árbitro(s): Rosario Guadalupe Cárdenas Morales |
| Atlético Chavinda avanzó a cuartos de final |                                                            |           |                  |                                                                             |                                                                             |

| 1 de febrero de 2023, 16:00 (UTC -6)         | Diablos Tesistán | 0:1 (0:0) | Chihuahua F.C. "B" | Club Diablos Tesistán, Zapopan, Jalisco                               |                                                                       |
|                                              |                  | Reporte   | 61' S. Valenzuela  | Asistencia: 300 espectadores Árbitro(s): Omar Alejandro Ortega García | Asistencia: 300 espectadores Árbitro(s): Omar Alejandro Ortega García |
| Chihuahua F.C. "B" avanzó a cuartos de final |                  |           |                    |                                                                       |                                                                       |

| 1 de febrero de 2023, 17:00 (UTC -6)     | C.D. Poza Rica                | 2:1 (1:0) | Montañeses F.C. | Estadio Heriberto Jara Corona, Poza Rica, Veracruz |                                       |
|                                          | J. González 31' · E. Cruz 61' | Reporte   | 74' E. Peña     | Árbitro(s): Juan Jesús Selvera Parada              | Árbitro(s): Juan Jesús Selvera Parada |
| C.D. Poza Rica avanzó a Cuartos de final |                               |           |                 |                                                    |                                       |

| 1 de febrero de 2023, 20:00 (UTC -6) | Club Calor   | 1:0 (1:0) | Saltillo F.C. | Ciudad Deportiva Nora Leticia Rocha, Monclova, Coahuila             |                                                                     |
|                                      | J. Gámez 26' | Reporte   |               | Asistencia: 100 espectadores Árbitro(s): Irvin Aldair Acosta Urbina | Asistencia: 100 espectadores Árbitro(s): Irvin Aldair Acosta Urbina |
| Club Calor avanzó a cuartos de final |              |           |               |                                                                     |                                                                     |

### Cuartos de final
| 15 de febrero de 2023, 17:00 (UTC -6)    | Tepatitlán F.C. "B" | 1:1 (1:1) (3:1 p.) | Atlético Chavinda | Estadio Tepa Gómez, Tepatitlán, Jalisco                              |                                                                      |
|                                          | K. de la Torre 8'   | Reporte            | 2' J. Cortés      | Asistencia: 250 espectadores Árbitro(s): Oscar Javier Ramírez Flores | Asistencia: 250 espectadores Árbitro(s): Oscar Javier Ramírez Flores |
| Tepatitlán F.C. "B" avanzó a Semifinales |                     |                    |                   |                                                                      |                                                                      |

| 15 de febrero de 2023, 20:00 (UTC -6) | Chihuahua F.C. "B" | 0:0 (1:3 p.) | Club Calor | Estadio Olímpico UACH, Chihuahua, Chihuahua                                |                                                                            |
|                                       |                    | Reporte      |            | Asistencia: 1 200 espectadores Árbitro(s): Jorge Alfonso Resendiz Espinoza | Asistencia: 1 200 espectadores Árbitro(s): Jorge Alfonso Resendiz Espinoza |
| Club Calor avanzó a Semifinales       |                    |              |            |                                                                            |                                                                            |

| 21 de febrero de 2023, 15:00 (UTC -6) | C.D. Poza Rica | 1:0 (1:0) | Pachuca "B" | Estadio Heriberto Jara Corona, Poza Rica, Veracruz                   |                                                                      |
|                                       | E. Peña 4'     | Reporte   |             | Asistencia: 4 000 espectadores Árbitro(s): Juan Jesús Selvera Parada | Asistencia: 4 000 espectadores Árbitro(s): Juan Jesús Selvera Parada |
| C.D. Poza Rica avanzó a Semifinales   |                |           |             |                                                                      |                                                                      |

| 21 de febrero de 2023, 17:00 (UTC -6) | Alebrijes de Oaxaca "B" | 0:0 (4:5 p.) | Inter Playa | Estadio Tecnológico de Oaxaca, Oaxaca, Oaxaca                         |                                                                       |
|                                       |                         | Reporte      |             | Asistencia: 100 espectadores Árbitro(s): Benjamín Hernández Rodríguez | Asistencia: 100 espectadores Árbitro(s): Benjamín Hernández Rodríguez |
| Inter Playa avanzó a Semifinales      |                         |              |             |                                                                       |                                                                       |

### Semifinales
| 28 de febrero de 2023, 17:00 (UTC -6) | C.D. Poza Rica | 1:4 (0:1) | Inter Playa                                              | Estadio Heriberto Jara Corona, Poza Rica, Veracruz                      |                                                                         |
|                                       | D. Trejo 88'   | Reporte   | 21' D. Valanta · 55', 74' A. González · 85' S. Rodríguez | Asistencia: 4 300 espectadores Árbitro(s): Benjamín Hernández Rodríguez | Asistencia: 4 300 espectadores Árbitro(s): Benjamín Hernández Rodríguez |
| Inter Playa avanzó a la Final         |                |           |                                                          |                                                                         |                                                                         |

| 1 de marzo de 2023, 17:00 (UTC -6) | Tepatitlán F.C. "B" | 0:1 (0:1) | Club Calor  | Estadio Tepa Gómez, Tepatitlán, Jalisco                                 |                                                                         |
|                                    |                     | Reporte   | 20' E. Díaz | Asistencia: 300 espectadores Árbitro(s): Héctor Emilio Contreras Sotelo | Asistencia: 300 espectadores Árbitro(s): Héctor Emilio Contreras Sotelo |
| Club Calor avanzó a la Final       |                     |           |             |                                                                         |                                                                         |

### Final
| 13 de marzo de 2023, 19:30 (UTC -6)         | Club Calor | 0:2 (0:0) | Inter Playa                    | Ciudad Deportiva Nora Leticia Rocha, Monclova, Coahuila                 |                                                                         |
|                                             |            | Reporte   | 50' J. Hernández · 56' J. Cruz | Asistencia: 2 500 espectadores Árbitro(s): Julián Alejandro Duarte Peña | Asistencia: 2 500 espectadores Árbitro(s): Julián Alejandro Duarte Peña |
| Inter Playa campeón de la Copa Conecta 2023 |            |           |                                |                                                                         |                                                                         |

| 1     | POR   | Héctor Ordáz     |     |
| 2     | DEF   | Axel Díaz        |     |
| 4     | DEF   | Josué Arana      |     |
| 17    | DEF   | Carlos de Luna   |     |
| 23    | DEF   | Jesús García     |     |
| 8     | MED   | Eduardo Díaz     |     |
| 13    | MED   | Brandon Martínez | 67' |
| 18    | MED   | Ángel Ramírez    | 87' |
| 11    | DEL   | David Cortez     |     |
| 20    | DEL   | Robinson García  |     |
| 29    | DEL   | Juan José Gámez  | 53' |
| D. T. | D. T. | Víctor Morales   |     |

| 30    | POR   | Héctor Lomelí      |     |
| 2     | DEF   | Juan Hernández     |     |
| 4     | DEF   | Néstor González    |     |
| 5     | DEF   | Jorge Sánchez      |     |
| 10    | MED   | Daniel Jiménez     |     |
| 16    | MED   | Tomás Montano      | 60' |
| 21    | MED   | Juan Cruz          | 89' |
| 25    | MED   | Aldahir Molina     |     |
| 26    | MED   | Sergio Rodríguez   |     |
| 8     | DEL   | Diego Valanta      | 69' |
| 9     | DEL   | Juan Celada        | 89' |
| D. T. | D. T. | Carlos Bracamontes |     |

| 9  | Delantero      | Ángel Crespo    | 53' |
| 5  | Centrocampista | Jair Martínez   | 67' |
| 14 | Defensa        | Salvador Arzate | 87' |

| 7  | Centrocampista | Alberto González | 60' |
| 17 | Centrocampista | Raúl Márquez     | 69' |
| 23 | Centrocampista | Arath Chávez     | 89' |
| 28 | Delantero      | Julio Rangel     | 89' |

| 50' · 56' | Juan Hernández Juan Cruz | 0:1 0:2 |

| 79' | Carlos de Luna |

| 80' | Jorge Sánchez |

| Principal  | Julián Alejandro Duarte Peña |
| Asistentes | Miguel Raúl Chávez Gutiérrez |
|            | Brayan Arturo Sosa Saucedo   |
| Cuarto     | Juan Francisco Sánchez Leal  |

|                    |   |   |
| Tiros              | - | - |
| Tiros a puerta     | - | - |
| Faltas             | - | - |
| Saques de esquina  | - | - |
| Penaltis           | - | - |
| Fueras de juego    | - | - |
| Posesión del balón | - | - |

| Alineación inicial |

| 1     | POR   | Héctor Ordáz     |     |
| 2     | DEF   | Axel Díaz        |     |
| 4     | DEF   | Josué Arana      |     |
| 17    | DEF   | Carlos de Luna   |     |
| 23    | DEF   | Jesús García     |     |
| 8     | MED   | Eduardo Díaz     |     |
| 13    | MED   | Brandon Martínez | 67' |
| 18    | MED   | Ángel Ramírez    | 87' |
| 11    | DEL   | David Cortez     |     |
| 20    | DEL   | Robinson García  |     |
| 29    | DEL   | Juan José Gámez  | 53' |
| D. T. | D. T. | Víctor Morales   |     |

| 30    | POR   | Héctor Lomelí      |     |
| 2     | DEF   | Juan Hernández     |     |
| 4     | DEF   | Néstor González    |     |
| 5     | DEF   | Jorge Sánchez      |     |
| 10    | MED   | Daniel Jiménez     |     |
| 16    | MED   | Tomás Montano      | 60' |
| 21    | MED   | Juan Cruz          | 89' |
| 25    | MED   | Aldahir Molina     |     |
| 26    | MED   | Sergio Rodríguez   |     |
| 8     | DEL   | Diego Valanta      | 69' |
| 9     | DEL   | Juan Celada        | 89' |
| D. T. | D. T. | Carlos Bracamontes |     |

| 9  | Delantero      | Ángel Crespo    | 53' |
| 5  | Centrocampista | Jair Martínez   | 67' |
| 14 | Defensa        | Salvador Arzate | 87' |

| 7  | Centrocampista | Alberto González | 60' |
| 17 | Centrocampista | Raúl Márquez     | 69' |
| 23 | Centrocampista | Arath Chávez     | 89' |
| 28 | Delantero      | Julio Rangel     | 89' |

| 50' · 56' | Juan Hernández Juan Cruz | 0:1 0:2 |

| 79' | Carlos de Luna |

| 80' | Jorge Sánchez |

| Principal  | Julián Alejandro Duarte Peña |
| Asistentes | Miguel Raúl Chávez Gutiérrez |
|            | Brayan Arturo Sosa Saucedo   |
| Cuarto     | Juan Francisco Sánchez Leal  |

|                    |   |   |
| Tiros              | - | - |
| Tiros a puerta     | - | - |
| Faltas             | - | - |
| Saques de esquina  | - | - |
| Penaltis           | - | - |
| Fueras de juego    | - | - |
| Posesión del balón | - | - |

| Alineación inicial |

| 1     | POR   | Héctor Ordáz     |     |
| 2     | DEF   | Axel Díaz        |     |
| 4     | DEF   | Josué Arana      |     |
| 17    | DEF   | Carlos de Luna   |     |
| 23    | DEF   | Jesús García     |     |
| 8     | MED   | Eduardo Díaz     |     |
| 13    | MED   | Brandon Martínez | 67' |
| 18    | MED   | Ángel Ramírez    | 87' |
| 11    | DEL   | David Cortez     |     |
| 20    | DEL   | Robinson García  |     |
| 29    | DEL   | Juan José Gámez  | 53' |
| D. T. | D. T. | Víctor Morales   |     |

| 30    | POR   | Héctor Lomelí      |     |
| 2     | DEF   | Juan Hernández     |     |
| 4     | DEF   | Néstor González    |     |
| 5     | DEF   | Jorge Sánchez      |     |
| 10    | MED   | Daniel Jiménez     |     |
| 16    | MED   | Tomás Montano      | 60' |
| 21    | MED   | Juan Cruz          | 89' |
| 25    | MED   | Aldahir Molina     |     |
| 26    | MED   | Sergio Rodríguez   |     |
| 8     | DEL   | Diego Valanta      | 69' |
| 9     | DEL   | Juan Celada        | 89' |
| D. T. | D. T. | Carlos Bracamontes |     |

| 9  | Delantero      | Ángel Crespo    | 53' |
| 5  | Centrocampista | Jair Martínez   | 67' |
| 14 | Defensa        | Salvador Arzate | 87' |

| 7  | Centrocampista | Alberto González | 60' |
| 17 | Centrocampista | Raúl Márquez     | 69' |
| 23 | Centrocampista | Arath Chávez     | 89' |
| 28 | Delantero      | Julio Rangel     | 89' |

| 50' · 56' | Juan Hernández Juan Cruz | 0:1 0:2 |

| 79' | Carlos de Luna |

| 80' | Jorge Sánchez |

| Principal  | Julián Alejandro Duarte Peña |
| Asistentes | Miguel Raúl Chávez Gutiérrez |
|            | Brayan Arturo Sosa Saucedo   |
| Cuarto     | Juan Francisco Sánchez Leal  |

|                    |   |   |
| Tiros              | - | - |
| Tiros a puerta     | - | - |
| Faltas             | - | - |
| Saques de esquina  | - | - |
| Penaltis           | - | - |
| Fueras de juego    | - | - |
| Posesión del balón | - | - |

| Alineación inicial |

| 1     | POR   | Héctor Ordáz     |     |
| 2     | DEF   | Axel Díaz        |     |
| 4     | DEF   | Josué Arana      |     |
| 17    | DEF   | Carlos de Luna   |     |
| 23    | DEF   | Jesús García     |     |
| 8     | MED   | Eduardo Díaz     |     |
| 13    | MED   | Brandon Martínez | 67' |
| 18    | MED   | Ángel Ramírez    | 87' |
| 11    | DEL   | David Cortez     |     |
| 20    | DEL   | Robinson García  |     |
| 29    | DEL   | Juan José Gámez  | 53' |
| D. T. | D. T. | Víctor Morales   |     |

| 30    | POR   | Héctor Lomelí      |     |
| 2     | DEF   | Juan Hernández     |     |
| 4     | DEF   | Néstor González    |     |
| 5     | DEF   | Jorge Sánchez      |     |
| 10    | MED   | Daniel Jiménez     |     |
| 16    | MED   | Tomás Montano      | 60' |
| 21    | MED   | Juan Cruz          | 89' |
| 25    | MED   | Aldahir Molina     |     |
| 26    | MED   | Sergio Rodríguez   |     |
| 8     | DEL   | Diego Valanta      | 69' |
| 9     | DEL   | Juan Celada        | 89' |
| D. T. | D. T. | Carlos Bracamontes |     |

| 9  | Delantero      | Ángel Crespo    | 53' |
| 5  | Centrocampista | Jair Martínez   | 67' |
| 14 | Defensa        | Salvador Arzate | 87' |

| 7  | Centrocampista | Alberto González | 60' |
| 17 | Centrocampista | Raúl Márquez     | 69' |
| 23 | Centrocampista | Arath Chávez     | 89' |
| 28 | Delantero      | Julio Rangel     | 89' |

| 50' · 56' | Juan Hernández Juan Cruz | 0:1 0:2 |

| 79' | Carlos de Luna |

| 80' | Jorge Sánchez |

| Principal  | Julián Alejandro Duarte Peña |
| Asistentes | Miguel Raúl Chávez Gutiérrez |
|            | Brayan Arturo Sosa Saucedo   |
| Cuarto     | Juan Francisco Sánchez Leal  |

|                    |   |   |
| Tiros              | - | - |
| Tiros a puerta     | - | - |
| Faltas             | - | - |
| Saques de esquina  | - | - |
| Penaltis           | - | - |
| Fueras de juego    | - | - |
| Posesión del balón | - | - |

| Alineación inicial |

| Campeón Copa Conecta 2023 |
| ------------------------- |
|                           |
| Inter Playa               |
| 1° Título                 |